# Troisième cohabitation
 (juin 2009).
Si vous disposez d'ouvrages ou d'articles de référence ou si vous connaissez des sites web de qualité traitant du thème abordé ici, merci de compléter l'article en donnant les références utiles à sa vérifiabilité et en les liant à la section « Notes et références ».
| Troisième cohabitation                      | Troisième cohabitation         |
| ------------------------------------------- | ------------------------------ |
|                                             |                                |
| Jacques Chirac Président de la République   | Lionel Jospin Premier ministre |
|                                             |                                |
| RPR                                         | PS                             |
| Première cohabitation Deuxième cohabitation |                                |

En France, la troisième cohabitation s'étend de 1997 à 2002, durant la XIe législature de la Cinquième République. Elle débute à peine deux ans après le début du septennat présidentiel de Jacques Chirac, élu en 1995 et se poursuit jusqu'à la fin du mandat présidentiel.
Elle se déroule dans un contexte politique qui diffère de celui des deux premières. En premier lieu, elle n'était pas attendue — donc pas préparée par les principaux acteurs, à l'inverse des précédentes — car elle est la conséquence d'une dissolution surprise de l'Assemblée nationale par le président de droite, un an avant l'échéance législative initialement prévue en 1998. Les élections législatives de 1997 amènent une majorité de partis d'opposition de gauche qui forment ensemble une coalition parlementaire dénommée « gauche plurielle ». C'est Lionel Jospin qui devient Premier ministre d'un gouvernement de coalition durant cette cohabitation de cinq ans. Sur cet intervalle de 5 ans, deux moments se distinguent : de juin 1997 à septembre 2000, la cohabitation est « courtoise », voire « cordiale », permettant l'élaboration de politique de compromis dans de nombreux domaines. À l'inverse, la période entre septembre 2000 et mai 2002 est vue comme « conflictuelle », Matignon et l'Élysée critiquant mutuellement leurs orientations respectives.

## Contexte
Deux ans après son élection à la présidence de la République et tandis que la majorité parlementaire soutenant le gouvernement Alain Juppé est écrasante – mais non dénuée de divisions –, Jacques Chirac estime que les échéances à venir et les réformes en cours nécessitent « une majorité ressourcée et disposant du temps nécessaire à l'action » et « qu'il faut, dès maintenant, aller plus loin sur le chemin des changements. Il faut que l'action politique monte en puissance pendant les cinq années qui viennent. Pour réussir, la France a besoin d'un nouvel élan. Cet élan ne peut être donné que par l'adhésion, clairement exprimée, du peuple français » (déclaration télévisée, 21 avril 1997).
Or, cette stratégie se retourne contre le Président, car la gauche remporte les élections législatives de mai-juin 1997. La troisième période de cohabitation est ainsi ouverte par la nette victoire – majorité absolue – de la « gauche plurielle » (PS, PCF, radicaux de gauche, MDC, Les Verts). Le 2 juin 1997, Jacques Chirac nomme au poste de Premier ministre, Lionel Jospin qui forme le gouvernement Lionel Jospin.

## Rapports entre l'Élysée et Matignon

### Cohabitation « courtoise » (1997-2000)
La coopération est effective tant sur la politique du gouvernement à proprement parler, Jacques Chirac nommant les ministres en fonction des personnalités proposées par Lionel Jospin, que sur les questions relevant du domaine constitutionnel réservé du Président. L'harmonie est remarquable en ce qui concerne la politique étrangère où Chirac et Jospin ont la même vision des choses concernant les rapports avec l'Allemagne du Chancelier Schröder que sur la question de la Guerre du Kosovo. De la même manière, les deux têtes de l'exécutif coopèrent sur la question des différentes révisions constitutionnelles de la période (réforme de 1998 sur l'autonomie néo-calédonienne, réforme de 1999 sur les transferts de compétences au profit de l'Union européenne).

### Cohabitation conflictuelle (2000-2002)
La séquence politique ouverte en septembre 2000 voit les deux hommes s'opposer sur de nombreux sujets, l’Élysée critique vivement les dispositions des projets de lois de finances et de loi de financement de la Sécurité Sociale pour 2002. Symétriquement, Matignon critique la volonté d'inscrire dans la constitution des dispositions relatives à la démocratie sociale.

## Rapports entre le gouvernement et le Parlement
Le gouvernement Jospin, obtenant facilement la confiance de l'Assemblée nationale le 19 juin 1997, entretient des relations apaisées avec la chambre basse, refusant d'user de procédure contraignante comme celle de l'article 49.3, et fait un usage modéré des « votes bloqués » (15 fois et à chaque fois pour écarter un amendement proposé par les communistes). Le gouvernement se refuse à utiliser les instruments du « parlementarisme rationalisé » prévus par la Constitution. Il double même la « niche parlementaire » (possibilité pour les groupes minoritaires de proposer des amendements sur certaines sections dédiées de l'ordre du jour), tandis que la part de textes adoptés d'origine parlementaire augmente jusqu'à représenter 36 % de la production législative.
À l'inverse, les relations sont plutôt tendues avec le Sénat, majoritairement de droite, notamment sur la question de l'inversion du calendrier électoral. Un compromis est cependant trouvé sur la loi constitutionnelle du 8 juillet 1999.

## Fin de la cohabitation
La Documentation française indique :

« À l’approche du scrutin présidentiel d'avril 2002, auquel il se représente, Jacques Chirac précise ses critiques. Si le 14 juillet 1999, il avait qualifié la cohabitation de « constructive », deux ans plus tard, il dénonce le « manque de volonté d'agir » du gouvernement « en matière de sécurité » et son « immobilisme » concernant les réformes à entreprendre (14 juillet 2001). »

Le 21 avril 2002, Jacques Chirac arrive en tête au premier tour de l'élection présidentielle, avec un score relativement faible pour un Président sortant (19,9 % des suffrages exprimés) et Lionel Jospin n'atteint pas le second tour (arrivant troisième). Le contexte très particulier du second tour, du fait de la présence de Jean-Marie Le Pen, lui assure une réélection triomphale (82,2 %). Un mois plus tard, au scrutin législatif, l'Union pour la majorité présidentielle (UMP) obtient la majorité absolue des sièges à l’Assemblée nationale. C'est la fin de la troisième cohabitation.